# Philippe d’Ursel
Philippe Marie Eugène, Comte d’Ursel (* 28. Juni 1920 in Bern, Schweiz; † 26. März 2017 in Oostkamp) war ein Skirennläufer.

## Biographie
Phillipe d’Ursel entstammt dem belgischen Adelsgeschlecht Ursel. 1948 nahm er an den Olympischen Winterspielen in St. Moritz teil, welche zugleich auch als Alpine Skiweltmeisterschaften gewertet wurden. In der Kombination erreichte er den 39. Platz, die Abfahrt beendete er auf Rang 70. Dies blieb sein einziger internationaler Auftritt als Skirennläufer.

## Erfolge

### Olympische Winterspiele
- St. Moritz 1948: 39. Kombination, 70. Abfahrt

### Weltmeisterschaften
- St. Moritz 1948: 39. Kombination, 70. Abfahrt